# UFO (rockegyüttes)
Az UFO egy angol heavy metal és hard rock együttes, melyet 1969-ben alapítottak. Az UFO kezdetben a korai hard rock és heavy metal határmezsgyéjén mozgó zenekar volt. A megalakulástól kezdve napjainkig az egyetlen állandó tag az énekes Phil Mogg. Az együttesben olyan neves rockzenészek játszottak az évtizedek során, mint például Michael Schenker gitáros, Billy Sheehan basszusgitáros, Aynsley Dunbar és Jason Bonham dobosok, valamint Vinnie Moore gitáros. A VH1 "100 legnagyobb hard rock előadó" elnevezésű listáján a 84. helyre rangsorolták az együttest.

## Diszkográfia
Stúdióalbumok
- UFO 1 (1970)
- UFO 2: Flying (1971)
- Phenomenon (1974)
- Force It (1975)
- No Heavy Petting (1976)
- Lights Out (1977)
- Obsession (1978)
- Strangers in the Night (1979)
- No Place to Run (1980)
- The Wild, the Willing and the Innocent (1981)
- Mechanix (1982)
- Making Contact (1983)
- Misdemeanor (1985)
- Ain't Misbehavin' (1988)
- High Stakes & Dangerous Men (1992)
- Walk on Water (1995)
- Covenant (2000)
- Sharks (2002)
- You Are Here (2004)
- The Monkey Puzzle (2006)
- The Visitor (2009)[2]
- Seven Deadly (2012)
- A Conspiracy Of Stars (2015)
- The Salentino Cuts (2017)

## Videográfia
- Too Hot To Handle (1994)
- Showtime (2005)

## Tagjai
Jelenlegi felállás
- Phil Mogg – ének (1969–1983, 1984–1989, 1992–napjainkig)
- Andy Parker – dobok (1969–1983, 1988–1989, 1993–1995, 2005–napjainkig)
- Neil Carter – billentyűsök, gitár (1980–1983, 2019-napjainkig)
- Vinnie Moore – gitár (2004–napjainkig)
- Rob De Luca – basszusgitár (2008-napjainkig)

Korábbi tagok
- Pete Way – basszusgitár (1969–1982, 1988–1989, 1992–2004, 2005–2008)
- Mick Bolton – gitár (1969–1972)
- Colin Turner – dobok (1969)
- Larry Wallis – gitár (1972)
- Bernie Marsden – gitár (1973)
- Michael Schenker – gitár (1973–1978, 1993–1995, 1997–1998, 2000, 2001–2004)
- Paul Chapman – gitár (1974–1975, 1977, 1978–1983)
- Danny Peyronel – billentyűsök, piano (1975–1976)
- Paul Raymond – billentyűs hangszerek, gitár (1976–1980, 1984–1986, 1993–1999, 2003–2019)
- John Sloman – billentyűsök (1980)
- Billy Sheehan – basszusgitár (1982–1983)
- Paul Gray – basszusgitár (1983–1987)
- Tommy McClendon (aka Atomik Tommy M) – gitár (1984–1986)
- Robbie France – dobok (1984–1985)
- Jim Simpson – dobok (1985–1987)
- David Jacobson – billentyűsök (1986)
- Mike Gray – gitár (1987)
- Rick Sanford – gitár (1988)
- Tony Glidewell – gitár (1988)
- Fabio Del Rio – dobok (1988)
- Eric Gammans – gitár (1988–1989)
- Laurence Archer – gitár (1992–1995)
- Jem Davis – billentyűsök (1992–1993)
- Clive Edwards – dobok (1992–1993)
- Simon Wright – dobok (1995–1996, 1997–1999)
- Leon Lawson – gitár (1995–1996)
- John Norum – gitár (1996)
- George Bellas – gitár (1996)
- Aynsley Dunbar – dobok (1997, 2000, 2001–2004)
- Matt Guillory – gitár (1997)
- Jeff Kolmann – gitár (1998–1999), basszusgitár (2005)
- Louis Maldonado – billentyűsök (2000)
- Jeff Martin – dobok (2000)
- Jason Bonham – dobok (2004–2005)
- Barry Sparks – basszusgitár (2004)